# USS Flaherty (DE-135)
«Флагерті» (англ. USS Flaherty (DE-135) — військовий корабель, ескортний міноносець класу «Едсалл» військово-морських сил США за часів Другої світової війни.
«Флагерті» був закладений 7 листопада 1942 року на верфі Consolidated Steel Corporation в Оранджі, де 17 січня 1943 року корабель був спущений на воду. 26 червня 1943 року він увійшов до складу ВМС США.
Ескортний міноносець «Флагерті» брав участь у бойових діях на морі в Другій світовій війні, супроводжував транспортні конвої союзників в Атлантиці. За час війни потопив у взаємодії з іншими протичовновими кораблями німецькі підводні човни U-515 і U-546, а також захопив U-505.
За бойові заслуги, проявлену мужність та стійкість екіпажу в боях «Флагерті» удостоєний чотирьох бойових зірок, Президентської відзнаки частині США, нашивки за участь у бойових діях, медалей «За Європейсько-Африкансько-Близькосхідну кампанію», «За Американську кампанію» і Перемоги у Другій світовій війні.

## Історія служби
9 квітня 1944 року американські ескортні міноносці «Флагерті», «Чатлейн», «Піллсбері» та «Поуп» виявили північніше острову Мадейра німецький підводний човен U-515, який вимушіли спливти та розстріляли ракетами «Евенджерів» і «Вайлдкетів» з ескортного авіаносця ВМС США «Гуадалканал» та артилерійським вогнем есмінців.
4 червня біля західного узбережжя Північної Африки тактична група американського флоту у складі ескортного авіаносця «Гуадалканал» та ескортних міноносців «Піллсбері», «Чатлейн», «Флагерті», «Дженкс», «Поуп» атакувала німецький підводний човен U-505. Унаслідок зазнаних від ураження глибинними бомбами з ескортного міноносця «Чатлейн» пошкоджень та обстрілу двох бомбардувальників «Вайлдкет» з ескортного авіаносця «Гуадалканал». 1 член німецького екіпажу загинув, 59 врятовані. Після захоплення U-505 був доставлений на Бермуди, де до травня 1945 року використовувався для секретних випробувань та навчання.
24 квітня 1945 року «Флагерті» взяв участь у проведенні операції «Тірдроп». Під час патрулювання північно-західніше Азорських островів німецьким підводним човном U-546 був затоплений американський ескортний міноносець «Фредерік Девіс». У свою чергу американські есмінці «Флагерті», «Нойнцер», «Чатлейн», «Варіан», «Габбард», «Янсен», «Пілсбарі» та «Кейт» провели контратаку та глибинними бомбами атакували й затопили субмарину противника.